# Euxoa quassa
Euxoa quassa là một loài bướm đêm trong họ Noctuidae.